# Fielder Cook
Fielder Cook (Atlanta, 9 marzo 1923 – Charlotte, 20 giugno 2003) è stato un regista, produttore televisivo e sceneggiatore statunitense.

## Biografia
Cook lavora per lo più come regista televisivo di show, film e telefilm che in Italia non hanno mai raggiunto una particolare notorietà, mentre in patria erano di discreto o grande successo, esordendo nel 1951 con la trasmissione Lux Video Theatre. Di tanto in tanto fa un'incursione nel cinema a partire dal 1956 quando gira I giganti uccidono, un melodramma sull'ambizione professionale in azienda ed i suoi costi. Le sue restanti opere sono per lo più commedie poco più che mediocri.
Si ritira nel 1997 e muore nel 2003 per le complicanze di un ictus.

## Filmografia parziale
- I giganti uccidono (Patterns) (1956)
- Home Is the Hero (1959)
- Posta grossa a Dodge City (A Big Hand for a Little Girl) (1966)
- Come salvare un matrimonio e rovinare la propria vita (How to Save a Marriage and Ruin Your Life) (1968)
- Prudenza e la pillola (Prudende and the pill) (1968)
- Hallmark Hall of Fame - 5 episodi (1969)
- Addio vecchia Ann (Goodbye, Raggedy Ann) (1971)
- Eagle in a Cage (1971)
- Il segreto della vecchia signora (From the Mixed-Up Files of Mrs. Basil E. Frankweiler) (1973)
- Il nonno adottivo (Miles to Go Before I Sleep) (1975)
- Il giudice Horton (Judge Horton and the Scottsboro Boys) (1976)
- Bella e la bestia (Beauty and the Beast) - film TV (1976)
- Tradimenti (Too Far to Go) - film TV (1979)
- Credere per vivere (Will There Really Be a Morning?) (1983)
- Seize the Day (1986)
- Due donne speciali (A Special Friendship) (1987)